# Matt Othick
Matthew Brian "Matt" Othick (nacido el 16 de marzo de 1969 en Clovis, Nuevo México) es un exjugador de baloncesto estadounidense que jugó una temporada en la NBA, desarrollando el resto de su carrera en la CBA. Con 1,80 metros de estatura, lo hacía en la posición de base.

## Trayectoria deportiva

### Universidad
Jugó durante cuatro temporadas con los Wildcats de la Universidad de Arizona, en las que promedió 8,2 puntos, 2,1 rebotes y 4,3 asistencias por partido.

### Profesional
Tras no ser elegido en el Draft de la NBA de 1992, fichó por los San Antonio Spurs como agente libre, con los que disputó cuatro partidos, en los que promedió 2,0 puntos y 1,8 asistencias. En el mes de noviembre los Spurs ficharon al veterano base Avery Johnson, lo que hizo que Othick saliera del equipo.
El resto de su carrera transcurrió en los Yakima Sun Kings, Omaha Racers, Fargo Fever y Oklahoma City Cavalry, todos ellos equipos de la CBA, aunque en 1994 probó nuevamente con los Spurs y en 1996 con los Seattle SuperSonics, siendo cortado en ambos casos.

## Estadísticas de su carrera en la NBA

### Temporada regular
| Temporada | Edad | Equipo            | Liga | Pos. | P | TIT | MIN | TC  | TCA | %TC  | 3P  | 3PA | %3P  | 2P  | 2PA | %2P   | TL  | TLA | %TL  | R.OF. | R.DEF. | REB | ASIS | ROB | TAP | PER | FP  | PTS |
| 1992-93   | 23   | San Antonio Spurs | NBA  | PG   | 4 | 0   | 9.8 | 0.8 | 1.3 | .600 | 0.5 | 1.0 | .500 | 0.3 | 0.3 | 1.000 | 0.0 | 0.5 | .000 | 0.3   | 0.3    | 0.5 | 1.8  | 0.3 | 0.0 | 1.0 | 1.8 | 2.0 |
| Total     |      |                   | NBA  |      | 4 | 0   | 9.8 | 0.8 | 1.3 | .600 | 0.5 | 1.0 | .500 | 0.3 | 0.3 | 1.000 | 0.0 | 0.5 | .000 | 0.3   | 0.3    | 0.5 | 1.8  | 0.3 | 0.0 | 1.0 | 1.8 | 2.0 |